# Cardeña
Cardeña er en by og kommune i det sydlige Spanien i provinsen Córdoba. Den har et indbyggertal på 1.422 (2024) indbyggere.